# Tabanus antunesi
Tabanus antunesi är en tvåvingeart som beskrevs av David Fairchild 1985. Tabanus antunesi ingår i släktet Tabanus och familjen bromsar. Inga underarter finns listade i Catalogue of Life.